# Sultan sa Barongis
Sultan sa Barongis (Lambayong) ist eine philippinische Stadtgemeinde in der Provinz Maguindanao del Sur. Sie hat 22.425 Einwohner (Zensus 1. August 2015).

## Baranggays
Sultan sa Barongis ist politisch in zwölf Baranggays unterteilt.
- Angkayamat
- Barurao
- Bulod
- Darampua
- Gadungan
- Kulambog
- Langgapanan
- Masulot
- Papakan
- Tugal
- Tukanakuden
- Paldong

## Geschichte
2004 wurde aus elf Baranggays der Stadtgemeinde Sultan sa Barongis die Stadtgemeinde Rajah Buayan neu gegründet, wodurch sich die Zahl der Baranggays von 23 auf zwölf reduzierte.